# 100カメ
『100カメ』（ひゃくカメ）は、NHK総合テレビで2018年から放送されている、100台のカメラで撮影するドキュメンタリーバラエティ番組である。

## 概要
毎回ある一つの場に100台もの小型カメラを設置して撮影し、その場にいる人たちの"素の表情や日常"を垣間見る観察番組。スタッフが現場に一切介入せず、ただ100台のカメラがそこで起こる全てを記録している、という撮影スタイルが大きな特徴。これにより、通常のテレビドキュメンタリーのようにカメラクルーが入ることで取材対象がテレビ向けの言動をとったり、日常と異なる不自然な環境に置かれることを極力避けている。
2018年から2021年まで、不定期特番として放送。2022年4月から2023年12月までレギュラー化され、「若年層ターゲットゾーン」枠（第2部）で随時放送されていた。第1期は2022年4月5日から6月21日まで、第2期は2022年10月4日から12月20日まで、第3期は2023年4月4日から6月20日まで、第4期は2023年10月3日から12月29日まで放送された。2024年4月から、再び不定期特番として放送。
2018年9月17日に放送された特番の第1弾（『週刊少年ジャンプ』編集部）は、ギャラクシー賞テレビ部門2018年9月度月間賞、第56回同賞テレビ部門奨励賞に選出されている。

## 出演者

### MC
- オードリー（若林正恭、春日俊彰）

## 放送履歴
- 出典：過去のエピソード - 100カメ - NHK

### パイロット番組
| 回 | 初回放送日     | 観察テーマ                        | 出典・備考      |
| -- | -------------- | --------------------------------- | --------------- |
| 1  | 2018年 9月17日 | 週刊少年ジャンプ（集英社 編集部） | [ 注 1 ] [ 9 ]  |
| 2  | 2019年 8月21日 | ZOZO はじめしゃちょーの畑         | [ 注 2 ] [ 10 ] |

### 不定期放送（「ストーリーズ」枠）
| 回 | 初回放送日      | 観察テーマ                             | 出典・備考               |
| -- | --------------- | -------------------------------------- | ------------------------ |
| 3  | 2019年 12月16日 | 阪神タイガースファン                   | [ 注 3 ] [ 11 ]          |
| 4  | 2020年 1月27日  | ツイッター社                           | [ 注 3 ] [ 12 ]          |
| 5  | 3月23日         | 名古屋・ド派手結婚式                   | [ 注 3 ] [ 13 ]          |
| 6  | 4月13日         | ABEMA                                  | [ 注 1 ] [ 14 ]          |
| 7  | 7月24日         | ステイホーム                           | [ 注 6 ] [ 16 ] [ 注 7 ] |
| 8  | 9月28日         | なんばグランド花月・笑いの殿堂の舞台裏 | [ 注 1 ] [ 17 ]          |
| 9  | 2021年 2月8日   | 家族会議2020冬                         | [ 注 1 ] [ 18 ]          |
| 10 | 5月8日          | 結婚相談所                             | [ 注 8 ] [ 19 ]          |
| 11 | 11月6日         | 『オールナイトニッポン』               | [ 注 8 ] [ 注 9 ]        |

### 若年層ターゲットゾーン（レギュラー版）

#### シーズン1
| 回 | 初回放送日    | 観察テーマ                 | 出典・備考      |
| -- | ------------- | -------------------------- | --------------- |
| 12 | 2022年 4月5日 | 救急病院                   | [ 2 ]           |
| 13 | 4月12日       | カツオ漁船                 | [ 2 ]           |
| 14 | 4月19日       | 京大カレー部               | [ 2 ] [ 注 10 ] |
| 15 | 4月26日       | “家族”シェアハウス         |                 |
| 16 | 5月3日        | 美容室                     |                 |
| 17 | 5月10日       | 美容クリニック             |                 |
| 18 | 5月17日       | K-POP養成所                |                 |
| 19 | 5月24日       | 日本一のサーカス団         |                 |
| 20 | 5月31日       | ネットの高校               |                 |
| 21 | 6月7日        | 麻薬探知犬                 |                 |
| 22 | 6月14日       | 大河ドラマ『鎌倉殿の13人』 | [ 3 ]           |
| 23 | 6月21日       | “絶海の孤島” 青ヶ島        | [ 注 11 ]       |

#### シーズン2
| 回 | 初回放送日     | 観察テーマ            | 出典・備考 |
| -- | -------------- | --------------------- | ---------- |
| 24 | 2022年 10月4日 | 赤ちゃん誕生          | [ 25 ]     |
| 25 | 10月11日       | ボートレース女子戦    |            |
| 26 | 10月18日       | 大学お笑い            | [ 26 ]     |
| 27 | 10月25日       | マンモスこども園      |            |
| 28 | 11月1日        | メタバース            |            |
| 29 | 11月8日        | 青森ねぶた祭          |            |
| 30 | 11月15日       | 謎解きイベント        |            |
| 31 | 11月22日       | パンダ&ペンギン飼育員 |            |
| 32 | 12月6日        | 駄菓子メーカー        |            |
| 33 | 12月20日       | 赤ちゃん誕生2         |            |

| 回 | 初回放送日     | 観察テーマ           | 出典・備考 |
| -- | -------------- | -------------------- | ---------- |
| 34 | 2023年 2月23日 | アニメ『進撃の巨人』 | [ 注 12 ]  |

#### シーズン3
| 回 | 初回放送日    | 観察テーマ                                              | 出典・備考           |
| -- | ------------- | ------------------------------------------------------- | -------------------- |
| 35 | 2023年 4月4日 | 気球レース                                              | [ 27 ]               |
| 36 | 4月11日       | 関西ジャニーズJr.                                       | [ 28 ]               |
| 37 | 4月18日       | 筋肉日本一                                              | [ 29 ]               |
| 38 | 4月25日       | 男子校“筑駒”文化祭                                      | [ 30 ]               |
| 39 | 5月9日        | “余命”と向き合う人                                      | [ 31 ]               |
| 40 | 5月16日       | アクションチーム （大河ドラマ『どうする家康』とコラボ） | [ 32 ]               |
| 41 | 5月23日       | メタバース2                                             |                      |
| 42 | 5月30日       | 川崎フロンターレ                                        | [ 33 ]               |
| 43 | 6月6日        | 舞台照明会社                                            | [ 34 ] [ 35 ] [ 36 ] |
| 44 | 6月20日       | 気球レース2                                             | [ 注 13 ]            |
| SP | 2023年 9月9日 | ラグビー日本代表                                        | [ 注 14 ]            |

#### シーズン4
| 回 | 初回放送日     | 観察テーマ                                          | 出典・備考 |
| -- | -------------- | --------------------------------------------------- | ---------- |
| 45 | 2023年 10月3日 | ゲームメーカー (カプコン)                           | [ 37 ]     |
| 46 | 10月10日       | 新企画 “その後”                                     |            |
| 47 | 10月24日       | スーパーフォーミュラ                                |            |
| 48 | 10月31日       | ファッション専門学校                                |            |
| SP | 11月4日        | 『進撃の巨人』×100カメ 完結直前カウントダウンSP     | [ 注 15 ]  |
| 49 | 11月7日        | アニメ『進撃の巨人』 最終話                         | [ 38 ]     |
| 50 | 11月14日       | 『大奥』 美術部                                     | [ 39 ]     |
| 51 | 11月28日       | プロダンス Dリーグ                                  | [ 注 16 ]  |
| 52 | 12月5日        | Dリーグ 頂上決戦                                    |            |
| 53 | 12月12日       | ボクサー                                            |            |
| 54 | 12月19日       | ミュージカル （ミュージカル『SPY×FAMILY』とコラボ） | [ 41 ]     |
| 55 | 12月29日       | 女性の性 （TENGA社など）                            | [ 注 17 ]  |

### 不定期放送（2024年度〜）
| 回 | 初回放送日     | 観察テーマ                                         | 出典・備考    |
| -- | -------------- | -------------------------------------------------- | ------------- |
| 56 | 2024年 4月22日 | 天気予報会社 （ウェザーニューズ）                  | [ 42 ] [ 43 ] |
| 57 | 4月30日        | ポケモン世界大会                                   | [ 44 ]        |
| 58 | 5月27日        | 富士山                                             |               |
| 59 | 6月24日        | フジロックフェスティバル                           | [ 45 ]        |
| 60 | 7月22日        | 東京メトロ                                         | [ 46 ]        |
| 61 | 8月19日        | 福島第一原発                                       | [ 47 ]        |
| 62 | 9月12日        | 大河ドラマ『光る君へ』                             | [ 48 ]        |
| 63 | 10月14日       | 競馬トレセン （JRA栗東トレーニングセンター）       | [ 49 ]        |
| 64 | 11月4日        | ギャル （雑誌『egg』）                             | [ 50 ]        |
| 65 | 12月23日       | 『オードリーのオールナイトニッポン in 東京ドーム』 | [ 51 ]        |
| 66 | 2025年 1月14日 | 100年食堂                                          | [ 52 ]        |
| 67 | 2月24日        | “世界タウン”新大久保                               |               |
| 68 | 3月28日        | 大河ドラマ「べらぼう～蔦重栄華乃夢噺～」           |               |
| 69 | 5月21日        | プロバスケBリーグ                                  |               |
| 70 | 5月26日        | 朝ドラあんぱん                                     |               |

## スタッフ

### レギュラー版・不定期放送（2023〜2024年度）
- テーマ音楽：近谷直之
- 撮影：折笠慶輔、矢萩健斗、辰野貴史、上竹大介
- 音声：城賢一郎
- 映像技術：正岡卓哉、庄子格、矢後侑渡
- 映像デザイン：金ゆんみ
- 音響効果：高橋紀行、加島尚樹、川口真平、中村悠希
- 編集：松田春秋、熱海史郎、深堀淳一、野島邦光、橘宏美、伊藤俊明、藤原文彦、大崎義則、岡公介、中嶋辰郎、榛村留理子
- 取材：長井翔太郎
- ディレクター：鈴木裕貴、髙田理恵子、横内悠希、齋藤亮佑、大木莉衣[3]、冨田佑、小林涼太、田嶋千尋、平山菜々子、戸松あかり（冨田・小林→いずれも取材の回あり、髙田・大木→いずれも以前取材の回あり）
- プロデューサー：尾上哲哉（尾上→ディレクター・取材の回あり）、須田雄一郎（須田→ディレクターの回あり）、町田誠、平山学
- 制作統括：渡辺隆文、桜井和紀[3] / 宮川慎也（大阪局、#36）
- 制作・著作：NHK

### パイロット版・不定期放送
- タイトルコール：千葉繁
- 取材協力：ミックスゾーン（#11）
- 撮影：折笠慶輔
- 音声：鈴木ひとみ、髙梨智史
- 映像技術：望月しおり、渡部敦也、正岡卓哉、植田純平、庄子格
- 映像デザイン：金ゆんみ
- 音響効果：高橋紀行
- 編集：深堀淳一、伊藤俊明、榛村留理子、毛利照之、石川智久
- リサーチャー：本多麻衣（#9）
- ディレクター：須田雄一郎[53]、田邉裕也、久村勇介、吉村美咲、福田元輝、橋本真帆、倉田宣弥、伊藤大輔、伊藤雅人
- プロデューサー：町田誠
- 制作統括：細田美和子[54]、渡辺隆文 / 小川康之（名古屋局、#5）、村上祐一郎（神戸局、#10）、山田悟（長野局、#11）
- 制作・著作：NHK

### 過去のレギュラー版
- 取材協力：Dr.ウサコ（#17）、日本モーターボート競走会（#25）、森本浩司、廣濱正太（森本・廣濱→共に#28）
- 撮影：村上隼斗、八尋伸、中島將護
- 音声：髙梨智史
- 映像技術：島田金治、加藤裕也、徳久大郎
- 資料提供：アフロ（#23）
- 音響効果：新居亮佑
- 編集：市川芳徳、神澤尚宏、毛利照之、牛島昭
- 取材：髙山直毅
- ディレクター：真崎俊介、石原智志、足立絵梨、高橋一暢、瀧田誠、原田吾朗、八木下雄介、小池耕自、田代雪菜、中島聡、小林大我（横内・齋藤・瀧田→いずれも取材の回あり）
- プロデューサー：宮原秀之、三上紘司（三上→取材の回あり）
- 制作統括：駒井幹士 / 村上祐一郎（神戸局、#12）、古澤健（高知局、#13）、伊藤雄介（京都局、#14）、大野太輔（仙台局、#29）